# Vive ABBA
Pour plus de détails, voir Fiche technique et Distribution.
Vive ABBA (ABBA: The Movie) est un film australien/suédois de Lasse Hallström, sorti en 1977.

## Synopsis
Vive ABBA est un docu-fiction qui mélange des images d'ABBA en concert et le scénario d'un journaliste qui tente de les interviewer. Naturellement, il multiplie les maladresses, échoue dans ses tentatives et les poursuit à travers l'Australie.

## Fiche technique
- Titre : Vive ABBA
- Titre original : ABBA: The Movie
- Réalisation : Lasse Hallström
- Scénario : Robert Caswell, Lasse Hallström
- Production : Stig Anderson, Reg Grundy
- Musique : Benny Andersson et Björn Ulvaeus, Nashville Train
- Pays d'origine :  Australie,  Suède
- Format : Couleur Panavision
- Genre : film musical et documentaire
- Durée : 96 minutes
- Sortie : décembre 1977

## Distribution
- Agnetha Fältskog
- Björn Ulvaeus
- Benny Andersson
- Anni-Fryd « Frida » Lyngstad
- Robert Hughes – Ashley Wallace, le journaliste
- Tom Oliver – le garde du corps, le chauffeur de taxi

## Intérêt du film
Le film est sorti en décembre 1977. ABBA: The Movie est sorti en même temps qu'ABBA The Album. Le film suscita beaucoup de critiques, certains n'y virent qu'une publicité de 90 minutes pour le groupe. Néanmoins, il constitue l'un des rares documents montrant ABBA en concert. Il a également fourni à Lasse Hallström l'occasion de faire ses premières armes. Il a pu expérimenter les dernières inventions techniques de l'époque. 
En ce qui concerne l'image, les spectateurs s'étonnent du contraste entre les scènes du concert, celles-ci étant très sombres, et le reste du film. Ce contraste est pourtant voulu par le cinéaste qui considère que le tournage de Vive ABBA a constitué une école pour lui.
Les membres du groupe apparaissent essentiellement dans les images filmées de leur tournée. Ils n'ont tourné que deux scènes fictives : la séquence de rêve dans lequel Ashley passe du bon temps avec eux puis celle de l'interview tant attendue dans l'ascenseur.